# Mekenim Kirgisistan

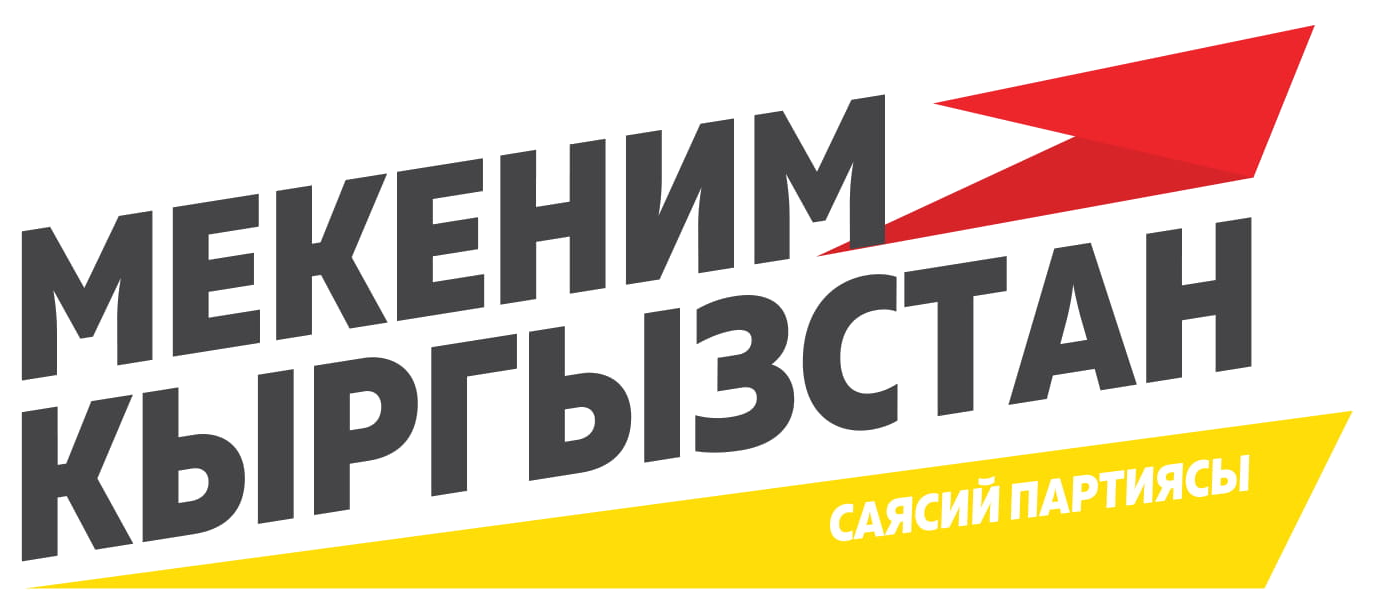
Logo der Partei

Mekenim Kirgisistan (kirgisisch und russisch Мекеним Кыргызстан, deutsch: Mein Vaterland Kirgisistan) ist eine politische Partei in der Republik Kirgisistan.

## Geschichte

### Gründung und erste Erfolge
Die Partei wurde im Jahr 2015 im Süden Kirgisistans gegründet und war vorerst nur auf lokaler Ebene in der Umgebung der Stadt Osch tätig. Bei den Lokalwahlen in Kirgisistan 2016 wurde Mekenim Kirgisistan mit 11,89 % der Stimmen drittstärkste Kraft in der Stadt Osch und sorgte damit für eine Überraschung, da die Partei vorher nur eine geringe Bekanntheit hatte. Nach dem Erfolg in Osch konnte die Partei in mehreren anderen Gemeinden und Städten Mandate in den lokalen Entscheidungsgremien gewinnen und sich auf diese Weise im Süden des Landes etablieren. Darüber hinaus erhielt die Partei in der Stadt Kenesh in Bischkek 7 von 45 Mandaten und erhielt damit 17.360 (13,03 %).

### Einstieg von Matraimow
Die Entwicklung von Mekenim Kirgisistan zu einer landesweit agierenden Partei ist direkt mit Raimbek Matraimow, einem der mächtigsten und wohlhabendsten Männer des Landes, verbunden. Matraimow war während seiner Tätigkeit als stellvertretender Leiter der kirgisischen Zollbehörde zu großem Reichtum gekommen und stand daraufhin im Zentrum von Ermittlungen wegen Korruption und Geldwäsche, zu einer Verurteilung kam es jedoch bislang nicht. Matraimow und seine Familie gelten auf Grund ihres großen Reichtums und Rückhalts in einigen Gebieten im Süden des Landes als bedeutender Faktor in der kirgisischen Politik und Gesellschaft. Im Vorfeld der Parlamentswahl in Kirgisistan 2015 unterstützte Matraimow die Sozialdemokratische Partei Kirgisistans (SDPK), wandte sich nach der Spaltung der SDPK aber von dieser ab. Daraufhin begann er seine Unterstützung für Mekenim Kirgisistan, wobei er große finanzielle Mittel mobilisierte. Mit Raimbek Matraimow schlossen sich auch andere Mitglieder der mächtigen Matraimow-Familie der Partei an, darunter Iskender Matraimow, der seit der Parlamentswahl 2015 für die SDPK im Dschogorku Kengesch, dem kirgisischen Parlament, sitzt.

### Lokalwahlen 2018
Nach den Ergebnissen der Wahlen zu den lokalen Keneshs der Kirgisischen Republik vom 28. Januar 2018 erhielt die Partei 10 von 31 Mandaten im Stadtrat Tasch-Komur der Region Jalal-Abad und erhielt 3202 Stimmen (30,32 %). Im Stadtrat Kara-Balta des Bezirks Zhayil der Region Tschui sicherte sich Mekenim Kirgisistan 7 von 31 Mandaten mit einem Gesamtergebnis von 2910 Stimmen (19,77 %).

### Parlamentswahl 2020
Hinsichtlich der Parlamentswahl in Kirgisistan am 4. Oktober 2020 gilt ein Einzug der Partei in das Parlament bei ihrer ersten Teilnahme an einer landesweiten Wahl als sehr wahrscheinlich, neben der Partei Birimdik wurde Mekenim Kirgisistan sogar regelmäßig als Favorit für die anstehenden Wahlen genannt. Ein Grund dafür ist das Geld der Matraimows, das der Partei einen aufwendigen und professionellen Wahlkampf ermöglicht. Die Kandidaten der Partei Mekenim Kirgisistan wurden in aufwendig produzierten Wahlwerbevideos im nationalen Fernsehen und auf zahlreichen Wahlplakaten in den Städten des Landes vorgestellt und erreichten auf diese Weise ein hohes Maß an Präsenz und Aufmerksamkeit. Außerdem profitierte die Partei von der Unterstützung durch Ata-Schurt, eine konservative Partei, die bei der Parlamentswahl 2015 noch gemeinsam mit der Partei Respublika angetreten war. Der Wahlkampf der Partei wurde auch von Kritik begleitet, so wurde Verantwortlichen der Partei der Kauf von Stimmen und die Nutzung staatlicher Ressourcen für den Wahlkampf vorgeworfen. Insbesondere die Praxis des Stimmenkaufs ist parteienübergreifend ein großes Problem in der kirgisischen Demokratie, war aber auf Grund der beträchtlichen Geldmittel der Partei Mekenim Kirgisistan in diesem Fall besonders brisant. Im Wahlkampf gab es unter anderem Berichte über vielfachen Stimmenkauf in ländlichen Regionen im Süden Kirgisistans durch Mitglieder von Mekenim Kirgisistan.

## Ausrichtung
Insgesamt wird die Ausrichtung von Mekenim Kirgisistan als liberal beschrieben. Die Partei gilt als russlandfreundlich und befürwortet eine weitere Integration im Rahmen der Eurasischen Wirtschaftsunion, der Kirgisistan im Jahr 2015 beigetreten ist. Ein zentrales Anliegen der Partei ist zudem der Abbau der Bürokratie und eine Dezentralisierung, die mehr Einfluss auf die Gebiete des Landes verteilen soll. Auf Grund seines immensen Einflusses wird die Partei allerdings vor allem als Matraimow-Partei wahrgenommen und definiert sich maßgeblich über prominente Politiker, die zumeist entweder der Matraimow-Familie angehören oder von anderen politischen Parteien zu Mekenim Kirgisistan gewechselt sind.